# Srovnávací anatomie

srovnání živočišných končetin

Srovnávací anatomie (též komparativní anatomie) je věda zabývající se studiem podobností a odlišností anatomické stavby různých organismů. Má úzký vztah k fylogenetice a evoluční biologii. Mezi základní koncepty srovnávací anatomie patří rozlišování anatomických podobností na homologické struktury (se společným evolučním původem) a analogické struktury (vzniklé konvergencí v podobném prostředí).